# Tanimbarädelpapegoja
Tanimbarädelpapegoja (Eclectus riedeli) är en papegojfågel som förekommer i Indonesien.

## Utbredning och systematik
Fågeln förekommer enbart i Tanimbaröarna i Indonesien. Den betraktades tidigare som del av ädelpapegoja (Eclectus roratus, numera moluckädelpapegoja), men urskiljs sedan 2019 som egen art av Birdlife International och IUCN, sedan 2023 även av tongivande International Ornithological Congress.

## Status
Fågeln kategoriseras av IUCN som sårbar.